# Cratere Palomides
Palomides è un cratere sulla superficie di Mimas.